# Nucli extern

Esquema de la Terra, del nucli a l'exosfera. Parcialment a escala.

El nucli extern de la Terra és una capa líquida d'uns 2.266 quilòmetres d'ample composta de ferro i níquel que es troba damunt del nucli intern sòlid i a sota del mantell. El seu límit exterior es troba a 2.890 quilòmetres de profunditat. La transició entre el nucli intern i extern es troba a aproximadament 5.150 km de profunditat.
La temperatura del nucli extern varia entre 4.400 °C a les regions exteriors i 6.100 °C a prop del nucli intern. A causa d'aquesta temperatura tan alta, s'ha demostrat que el nucli extern és un fluid amb poca viscositat (unes deu vegades la viscositat dels metalls líquids a la superfície) que converteix turbulentament. El nucli extern no es troba a prou pressió per ser sòlid, per tant és líquid tot i que té una composició similar a la del nucli intern. El sofre i l'oxigen també podrien ser presents al nucli extern.
Sense el nucli extern, la vida a la Terra seria molt diferent. La convecció de metalls líquids al nucli extern crea el camp magnètic de la Terra. Aquest camp magnètic s'estén cap enfora de la Terra durant uns quants milers de quilòmetres, i crea una bombolla protectora al voltant de la Terra que deflecteix el vent solar del Sol. Sense aquest camp, el vent solar xocaria directament amb l'atmosfera de la Terra. Potencialment hauria eliminat l'atmosfera, deixant la Terra sense vida.